# Плавский, Александр Михайлович
Александр Михайлович Плавский (4 июля [16 июля] 1807 — 25 ноября [7 декабря] 1884, Санкт-Петербург) — русский правовед, тайный советник, сенатор, ключевой участник работ по проведению судебной реформы 1860-х годов.

## Биография
Происходил из дворян, окончил курс в бывшем Императорском Виленском университете в 1830 году со степенью кандидата философии.
В 1831 году поступил на службу в учрежденный в то время в Санкт-Петербурге, по случаю холеры, Комитет для противодействия её распространению; но уже в 1832 году он был переведен, по прошению, в Канцелярию статс-секретариата Царства Польского. В это время был образован Комитет (впоследствии переименованный в Комиссию и упраздненный в 1861 году) для ревизии и составления законов Царства Польского, — и Плавский 9 ноября 1833 года, сверх должности в Канцелярии, занял место помощника члена этого Комитета, а в 1842 году (30 апреля) стал в нём старшим помощником. В этих должностях Плавский оставался довольно долго и в 1846 году получил орден Анны 2-й степени за участие в работах по составлению уголовного уложения для Империи и Царства Польского. В 1848 году Плавский был произведен в статские, а в 1851 г. в действительные статские советники, в этом же году исправлял должность директора Канцелярии статс-секретариата, вследствие отсутствия директора. 19 сентября 1856 года Плавский получил новое назначение — в редакцию систематического исправления Военно-уголовного устава, находившегося в ведомстве Военного министерства, а в 1859 году вошел в состав Кодификационной комиссии Царства Польского. В 1861 году Плавский получил чин тайного советника. Вследствие восстановления в 1861 году Государственного совета Царства Польского Кодификационная Комиссия была упразднена, и Плавский был определен в Государственную канцелярию.
С 1862 года он был назначен докладчиком, на правах исполняющего должность статс-секретаря, в департаментах и Общем собрании Государственного совета, по порученным ему работам о преобразовании судебной части в империи. В сентябре 1862 года Плавский был назначен членом-редактором в учрежденной при Государственной канцелярии Комиссии для составления проектов законоположений предстоявшей судебной реформы, причем ему было поручено в ней председательство на случаи отсутствия в заседаниях государственного секретаря. В 1864 году Плавскому была назначена на 12 лет аренда в 2500 рублей. В том же году на рассмотрение военно-кодификационной комиссии и соединенного присутствия военного и морского генерал-аудиториатов поступил проект Воинского уголовного устава, составленный сенатором И. Х. Капгером, и Плавский 31 июля вошел в состав комиссии. В это же время он получил, в вознаграждение особых неутомимых трудов по судебным преобразованиям, кроме единовременного денежного пособия, пожизненную пенсию в 2500 рублей и орден св. Владимира 2-й степени.
3 января 1865 года Плавский был назначен к присутствованию во 2-м департаменте Правительствующего сената, а 11 января — во вновь образовавшуюся под председательством члена Государственного совета статс-секретаря В. П. Буткова, Комиссию для завершения работ по судебной реформе. Здесь Плавскому пришлось работать наряду с известными деятелями судебной реформы — С. И. Зарудным и Н. А. Буцковским, также вошедшими в эту комиссию. За время своего участия в этой комиссии, до её закрытия 1 января 1870 года, Плавский пять раз (в 1865, 1867, 1868 и 1869 г.) исполнял в ней должность председателя за отсутствием статс-секретаря Буткова. Одновременно он с 17 сентября 1865 года присутствовал и в Общем собрании Государственного совета при рассмотрении им журналов работ особого соединенного присутствия департаментов Совета по разработке деталей введения судебной реформы: о судопроизводстве во вновь образовывавшихся судебных учреждениях, о порядке их введения, о прокурорском надзоре и о слиянии мировых крестьянских учреждений с мировыми судебными установлениями.
7 февраля 1866 года Плавский был перемещен в 4-й, а 30 марта 1867 года — в Гражданский кассационный департамент Правительствующего сената. В течение 1866 г. Плавский два раза получал монаршие благоволения за участие в составлении судебных уставов 20 ноября 1864 года. За те же заслуги Плавский, вместе со старшим сыном и дочерью, получил особую привилегию, а именно, изъятие их троих от действия Высочайшего повеления 10 декабря 1865 г. относительно приобретения земель в Западном крае и распространения на них прав, предоставленных в Западном крае только русским помещикам. Наконец, в августе 1882 г. состоялся последний перевод Плавского из Гражданского кассационного департамента в Общее собрание 1-го и 3-го департаментов и Департамента герольдии Сената.
Умер в Санкт-Петербурге, погребен на Выборгском католическом кладбище в Санкт-Петербурге.

## Награды
- Орден Св. Анны 2-й степени (1846).
- Орден Св. Владимира 3-й степени (1854).
- Орден Святого Станислава 1-й степени (1856).
- Орден Святой Анны 1-й степени (1858).
- Орден Святого Владимира 2-й степени (1865).
- Орден Белого орла (1873).
- Орден Святого Александра Невского (1879).